# Nadeș, Mureș
Nadeș, mai demult Nadeșul Săsesc, Nădașul Săsesc, Nadeșa (în dialectul săsesc Nadesch, în germană Nadesch, mai demult Sächsisch-Nadesch, în maghiară Szásznádas, Nádas) este satul de reședință al comunei cu același nume din județul Mureș, Transilvania, România.

## Istoric
Satul Nadeș este atestat documentar în anul 1301.

## Localizare
Localitatea este situată pe pârâul Nadeș, afluent în partea stângă a râului Târnava Mică, pe drumul național DN 13 Târgu Mureș - Sighișoara.

## Obiective turistice
- Cetate săsească construită în secolul al XV-lea, cu Biserică evanghelică-luterană din secolul al XVI-lea (reconstruită între 1851-1853).

## Personalități
- În Nadeș a trăit între anii 1848-1881 preotul sas Georg Friedrich Marienburg.
- În Nadeș  s-a născut biologul și etnologul sas Franz Friedrich Fronius.
- Aurel Baciu (1861 - 1953), avocat, om politic român.
- Ion Ciotloș , bibliolog, n. 23 octombrie 1930, în satul Țigmandru,comuna Nadeș- d. 1997, la București. Studii primare în satul natal, Liceul la Sighișoara; Facultatea de Filologie Univ. București - 1955. Contribuie la cunoașterea fenomenului lecturii în bibliotecile publice rurale din perioada anilor 1950-1960. Lucrări : Lectura la sate în regiunea București - București, 1965; Vocabular de biblioteconomie - București, ANBPR, 1992; Breviar legislativ în sprijinul activității bibliotecilor publice - București,s.n. 1996-p.126 ; Lucrări în colaborare : Manualul de biblioteconomie pentru bibliotecile mici - București: Biblioteca Națională, 1993, p.100.[2]